# 아에리칸 제국
아에리칸 제국(Aerican Empire)은 1987년 5월 설립된 마이크로네이션의 하나로 어떠한 자치적 국가로는 인정되지 않는다. 이 마이크로네이션의 이름은 아메리칸 제국이라는 용어에서 파생되었다.
국기는 빨간색, 하얀색, 빨간색 순의 삼색기로 구성되어 있으며 가운데 노란색 피부의 웃는 얼굴 문양이 들어가 있다.

## 같이 보기
- 마이크로네이션 목록